# The Sumerian Game
The Sumerian Game (cu sensul de Jocul Sumerian) este un joc video de strategie bazat pe text de gestionare a terenurilor și a resurselor. A fost dezvoltat ca parte a unui proiect comun de cercetare între Consiliul de Cooperare al Serviciilor Educaționale din ComitatulWestchester, New York și IBM în 1964-1966 pentru investigarea utilizării simulărilor pe computer în școli. A fost proiectat de Mabel Addis⁠(d), pe atunci profesor de clasa a patra, și programat în  Fortran de William McKay pentru computerul mainframe IBM 7090⁠(d) în timp partajat. Prima versiune a jocului a fost jucată de un grup de 30 de elevi de clasa a șasea în 1964, iar o versiune revizuită cu un joc reorientat și elemente narative și audiovizuale adăugate a fost jucată de un al doilea grup de elevi în 1966.
Jocul este compus din trei segmente, reprezentând domniile a trei conducători succesivi ai orașului Lagaș din Sumer în jurul anului 3500 î.Hr. În fiecare segment, jocul îi întreabă pe jucători cum să aloce muncitorii și cerealele într-o serie de runde, ținând cont de efectele deciziilor lor anterioare, dezastre aleatorii și inovații tehnologice, fiecare segment adăugând complexitate. La încheierea proiectului, jocul a fost abandonat; cu toate acestea, o descriere a acestuia i-a fost dată lui Doug Dyment în 1968 și a recreat o versiune a primului segment al jocului ca King of Sumeria (Regele Sumeriei). Acest joc a fost extins în 1971 de David H. Ahl⁠(d) ca Hamurabi, ceea ce a dus, la rândul său, la multe jocuri timpurii de strategie și de construire a orașului. Jocul Sumerian a fost descris ca fiind primul joc video cu narațiune, precum și primul joc de divertisment educațional⁠(d). Drept urmare, Mabel Addis a fost numită prima femeie designer de jocuri video și prima scriitoare de jocuri video.

## Mod de joc
Jocul Sumerian este un joc video de strategie bazat în mare parte pe text, centrat pe managementul resurselor. Jocul, plasat în jurul anului 3500 î.Hr., îi pune pe jucători să acționeze ca trei conducători succesivi ai orașului Lagaș din Sumer - Luduga I, al II-lea și al III-lea - pe trei segmente de simulare economică din ce în ce mai complexă. Au fost create două versiuni ale jocului, ambele concepute pentru a fi jucate de către o clasă de elevi cu o singură persoană care introduce comenzi într-un teleimprimator, care ar genera răspunsuri de la computerul central. A doua versiune a avut o componentă narativă mai puternică a textului jocului și a intercalat jocul cu prelegeri audio înregistrate, prezentate ca discuții ale consilierilor de la curtea conducătorului, simultan cu imagini de pe un proiector de diapozitive. În ambele versiuni, jucătorul introduce numere ca răspuns la întrebările puse de joc.
În primul segment al jocului, jucătorul joacă o serie de runde - limitate la 30 în a doua versiune a jocului - în care i se oferă informații despre populația actuală, numărul de acri de teren agricol, numărul de fermieri, cereale recoltate în runda respectivă și cereale depozitate. Rundele încep în 3500 î.Hr. și sunt menite să reprezinte anotimpurile. Jucătorul selectează apoi câte cereale vor fi folosite ca hrană, semințe pentru plantare și depozitare. După ce au făcut selecțiile, jocul calculează efectul alegerilor jucătorului asupra populației pentru runda următoare. În plus, după fiecare rundă, jocul selectează dacă să raporteze mai multe evenimente. Orașul poate fi lovit de un dezastru întâmplător, cum ar fi un incendiu sau o inundație, care distruge câteva procente din populația și recolta orașului. Independent de dezastre, un procent din cerealele depozitate se va pierde, de asemenea, din alte cauze, putregai sau șobolani. În plus, jocul poate raporta o inovație tehnologică care are un efect pozitiv asupra rundelor ulterioare, cum ar fi reducerea cantității de cereale care se poate strica sau reducerea numărului de fermieri necesari pentru fiecare acru de teren. Câteva dintre aceste inovații necesită ca jucătorul să fi „arătat mai întâi o bună judecată”, cum ar fi hrănirea adecvată a populației timp de mai multe runde.
În al doilea și al treilea segment al jocului, populația și cerealele orașului sunt ajustate la niveluri prestabilite, indiferent de performanța jucătorului în segmentul anterior, pentru a arăta că a trecut ceva timp de la deciziile conducătorului anterior. Jucătorul începe din nou o serie de runde. În al doilea segment, jucătorul poate aloca lucrători și pentru dezvoltarea mai multor meșteșuguri – care la rândul lor pot duce la inovații – în timp ce al treilea crește complexitatea simulării adăugând opțiuni de comerț și extindere. În versiunea originală a jocului, al doilea și al treilea segment au fost expansiuni ale primului, necesitând aceleași alegeri în jurul cerealelor în plus față de noile opțiuni. În a doua versiune a jocului, al doilea segment a fost reorientat. Rundele au fost limitate la 10 și jucătorul nu mai era obligat să facă alegeri în privința alocării cerealelor, ci doar să ia decizii cu privire la alocarea lucrătorilor în agricultură sau meșteșuguri. Cel de-al treilea segment nu a fost modificat, deși s-au făcut planuri fie de a elimina, de asemenea, opțiunile de alocare a cerealelor și pentru a adăuga mai multe opțiuni în ceea ce privește comerțul, colonizarea și războiul, fie pentru a face din al treilea segment o combinație a primelor două segmente.

## Dezvoltare
În 1962, Board of Cooperative Educational Services (BOCES) din Westchester County, New York, a început o serie de discuții cu cercetătorii de la IBM despre utilizarea computerelor în cercetarea educațională. Sistemul BOCES a fost înființat la New York pentru a ajuta districtele școlare din mediul rural să pună în comun resursele, iar superintendentul BOCES de la Westchester, Dr. Noble Gividen, credea că computerele, împreună cu jocurile de simulare pe computer, precum Carnagie Tech Management Game, care erau folosite în colegii, ar putea fi folosite pentru îmbunătățirea rezultatelor educaționale în districtele mici din Westchester. BOCES și IBM au organizat un atelier comun, condus de Bruse Moncreiff și James Dinneen de la IBM împreună cu Dr. Richard Wing, coordonator de cercetare curriculară pentru BOCES, în iunie 1962, care a implicat zece profesori din zonă pentru a discuta modalități de utilizare a simulărilor în programa școlară. Pe baza rezultatelor obținute, BOCES a solicitat US$96,000 ($778.000 in 2025) grant de la Oficiul pentru Educație din SUA în decembrie pentru a continua studiul conceptului timp de 18 luni, primind aproape US$104,000 ($843.000 in 2025) în schimb pentru „Proiectul de cercetare cooperativă din 1948”.
Proiectul a început în februarie 1963 sub îndrumarea dr. Wing, care a primit propuneri de la nouă profesori. Unul dintre aceștia, Mabel Addis⁠(d), a propus o extindere a unei idei realizate de Moncreiff în atelierul de vară: un model economic al unei civilizații, menit să predea teoria economică de bază.  Moncreiff a fost inspirat din cercetări anterioare, în special de lucrarea „Predarea prin participare la micro-simulările organizării sociale” de Richard Neier și de jocul de societate Monopoly și a vrut să folosească civilizația sumeriană antică ca decor pentru a contracara ceea ce considerat o tendință în programa școlară de a ignora civilizațiile pre-elene, în ciuda dovezilor privind importanța lor în istoria timpurie.  Addis, învățătoare de clasa a patra la școala primară din Katonah, a fost de acord cu Moncreiff cu privire la subevaluarea civilizațiilor pre-elene în școli și a studiat civilizațiile mesopotamiene la facultate. Propunerea ei a fost aprobată și a început să lucreze cu programatorul IBM William McKay pentru a dezvolta jocul.
Jocul în sine, The Sumerian Game, a fost proiectat și scris de Addis și programat de McKay în limbajul de programare Fortran pentru un computer mainframe IBM 7090 în timp partajat. La fel ca multe jocuri mainframe timpurii, a fost rulat doar pe un singur computer. Au fost introduse comenzi și rezultatele au fost tipărite cu un teleimprimator IBM 1050⁠(d). Cercetătorii au organizat o sesiune de joacă cu 30 de elevi de clasa a VI-a. Proiectul 1948 s-a încheiat în august 1964, iar un raport cu privire la rezultatul său a fost dat Oficiului pentru Educație în 1965, care enumera cele opt „sub-proiecte” care au fost propuse, dintre care Jocul Sumerian a fost singurul joc.  La două săptămâni după încheierea sa, a fost demarat un nou proiect sub numele de Cooperative Research Project 2148, cu alte două granturi acordate în valoare totală de peste US$194.000 ($1.533.000 in 2025), concentrându-se pe progresul primului proiect cu jocul și a avut loc până în 1967. Acest proiect a creat trei jocuri: The Sierra Leone Game, The Free Enterprise Game și o extindere a The Sumerian Game. Addis a rescris și extins jocul în vara anului 1966, adăugând un flux narativ mai puternic modului în care consilierul îi spune jucătorului despre evenimentele din oraș, reorientând al doilea segment al jocului pe noile concepte introduse și intercalând jocul cu casete audio înregistrate cu prelegeri corespunzătoare imaginilor de pe un proiector de diapozitive.  Acestea au fost descrise ca fiind primele scene multimedia (Cutscene⁠(d)) din jocurile video. Cercetătorii au efectuat un test de joc al noii versiuni cu alți 30 de elevi de clasa a șasea în anul școlar următor și au scris un raport în 1967.

## Moștenire
După crearea celei de-a doua versiuni, primul segment al jocului a fost reprogramat de Jimmer Leonard, un student absolvent în Relații Sociale de la Universitatea Johns Hopkins, pentru IBM 1401⁠(d), pentru a fi folosit la demonstrații la un terminal din Centrul de cercetare BOCES din Yorktown Heights, New York⁠(d).  Proiectul a fost menționat în revistele Time și Life în 1966.  După încheierea celui de-al doilea proiect în 1967, totuși, BOCES nu a mai primit fonduri pentru a extinde proiectul în continuare și, conform acordului cu IBM, toate cele trei jocuri au devenit proprietatea companiei. IBM însă nu a încercat să le folosească ca parte a altor inițiative educaționale.
În 1968, cu toate acestea, angajatul Digital Equipment Corporation (DEC), Doug Dyment, a ținut o discuție despre rolul computerelor în educație la Universitatea din Alberta, iar într-o discuție cu o femeie care a văzut Jocul Sumerian aceasta i l-a descris. Dyment a decis să recreeze jocul ca un program timpuriu pentru limbajul de programare FOCAL⁠(d), dezvoltat recent la DEC, și l-a programat pentru un minicomputer DEC PDP-8⁠(d). El a numit rezultatul King of Sumeria.  Deoarece jocul trebuia să ruleze în cea mai mică configurație de memorie disponibilă pentru computer, a inclus doar primul segment al jocului. El a ales, de asemenea, să redenumească conducătorul în cel mai faimos rege babilonian Hammurabi, scris greșit „Hamurabi”. Jocul lui Dyment, uneori reintitulat The Sumer Game, s-a dovedit popular în comunitatea programatorilor: Jerry Pournelle și-a amintit în 1989 că „jumătate din oamenii pe care îi cunosc au scris un program [de genul] Hammurabi în anii 1970; pentru mulți, a fost primul program pe care l-au scris vreodată. în viețile lor".
În jurul anului 1971, angajatul DEC David H. Ahl⁠(d) a scris o versiune a The Sumer Game în limbajul de programare BASIC. Spre deosebire de FOCAL, BASIC a fost rulat nu doar pe computere mainframe și minicalculatoare, dar și pe computere personale, numite atuncimicrocalculatoare, făcându-l un limbaj mult mai popular. În 1973, Ahl a publicat BASIC Computer Games, cea mai bine vândută carte de jocuri scrisă în BASIC, care includea versiunea sa pentru The Sumer Game.  Versiunea extinsă a fost redenumită Hamurabi și a adăugat o evaluare a performanței la sfârșitul jocului Pe lângă versiunile multiple ale lui Hamurabi, au fost create mai multe jocuri de simulare ca expansiuni ale jocului de bază. Printre acestea se numără Kingdom (1974) de Lee Schneider și Todd Voros, care a fost apoi extins ca Dukedom⁠(d) (1976) Alte produse derivate includ King (1978) de James A. Storer și Santa Paravia en Fiumaccio⁠(d) (1978) de George Blank; Santa Paravia a adăugat conceptul de management al clădirii orașului la structura de bază a Hamurabi, făcând din The Sumerian Game un strămoș al genului de construire a orașului, precum și un joc de strategie timpuriu.
Întrucât The Sumerian Game a fost creat în timpul istoriei timpurii a jocurilor video, ca parte a cercetării asupra noilor utilizări privind simulările pe computer, a fost pionier în mai multe dezvoltări în acest mediu. Pe lângă faptul că este un prototip al genurilor de strategie și de construire a orașului, The Sumerian Game a fost descris ca fiind primul joc video cu o narațiune, precum și primul joc de divertisment educațional⁠(d). Prin urmare, Mabel Addis a fost numită prima femeie designer de jocuri video și prima scriitoare de jocuri video.  Codul original s-a pierdut, dar diapozitivele proiectorului și trei texte tipărite ale sesiunilor individuale de joc au fost găsite în 2012 și donate către The Strong National Museum of Play⁠(d).